# Commission scolaire Kativik
Cette page contient des caractères spéciaux ou non latins. S’ils s’affichent mal (▯, ?, etc.), consultez la page d’aide Unicode.
La Commission scolaire Kativik (en anglais : Kativik School Board, en inuktitut : ᑲᑎᕕᒃ ᐃᓕᓴᕐᓂᓕᕆᓂᖅ translittéré Kativik Ilisarniliriniq) est une commission scolaire québécoise desservant les communautés inuites situées au Nunavik.
L'enseignement y a lieu dans ses trois langues officielles : le français, l'anglais et l'inuktitut. La commission scolaire Kativik existe depuis 1975. Alors que la plupart des commissions scolaires du Québec sont classées par langue, la Commission scolaire Kativik est une « commission scolaire à statut spécial », offrant des programmes d'enseignement en inuktitut, en anglais et en français.

## Histoire
La Convention de la Baie James et du Nord québécois (CBJNQ) prévoit la création d'une commission scolaire à statut particulier, qui voit le jour en 1975. D'abord installé à Dorval, le quartier général déménage ensuite dans Notre-Dame-de-Grâce. En 1998, la ministre de l'Éducation du Québec, Pauline Marois, appuie le déménagement du siège social au Nunavik, qui ne se réalise pas. Le centre administratif est situé à Montréal, à proximité du gouvernement du Québec et de l'aéroport Pierre-Elliot-Trudeau, mais à plusieurs milliers de kilomètres de la population desservie. 
À ce titre, la commission scolaire exploite pendant un temps un centre d'éducation des adultes à Dorval. Au début, les élèves doivent y suivre des cours pour obtenir un diplôme d'études secondaires. Au cours de son histoire, la plupart des étudiants ont abandonné le programme plutôt que de le terminer ; le centre était très éloigné du Nunavik.
Le ministère de l'Éducation demande à la commission scolaire en 2012 d'adopter certaines réformes de ses programmes de mathématiques et de sciences d'ici à 2012. En l'absence de changement, le ministère met fin en 2014 au pouvoir de la commission scolaire de délivrer des diplômes d'études secondaires réguliers à compter de juin 2015. Une attestation d'équivalence d'études secondaires est alors délivrée en lieu et place d'un diplôme d'études secondaires en bonne et due forme. La commission scolaire n'informe pas les étudiants et la communauté du changement avant 2017. La présidente de la commission scolaire, Alicie Nalukturuk, accuse alors le ministère de l'Éducation d'ignorer les demandes d'aide concernant les problèmes de la communauté.
Kuujjuaq accueille l'Expo-Sciences en mars 2019. L'événement peut avoir lieu grâce à la collaboration de la Commission scolaire Kativik et de l'Association québécoise autochtone en science et en ingénierie (AQASI).
En avril 2020, l’équipe des services éducatifs de la commission scolaire adapte une plateforme éducative en ligne pour les parents et les élèves inuits. La plateforme éducative Nunavik-IcE est offerte en inuktitut, en français et en anglais.

## Missions
Contrairement à d'autres commissions scolaires, la Commission scolaire Kativik a une double mission : « d'une part agir à titre de commission scolaire régionale pour tous les résidents du Nunavik, et d'autre part, être une institution dotée de pouvoirs et d'habilitations particuliers dans le but d'assurer la protection, le maintien et le développement de la langue, de la culture et du mode de vie inuits ».

## Établissements

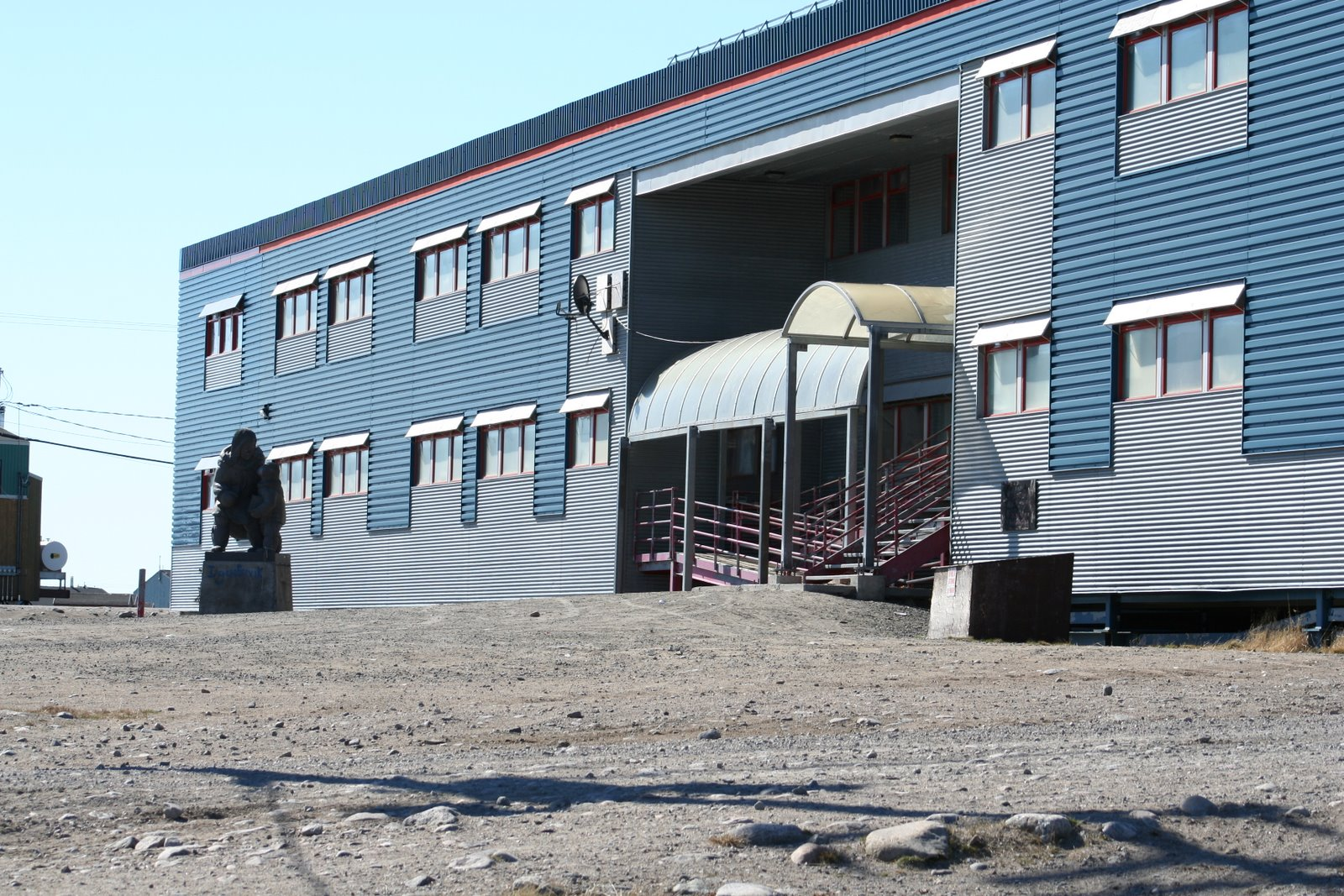
École Iguarsivik à Puvirnituq.

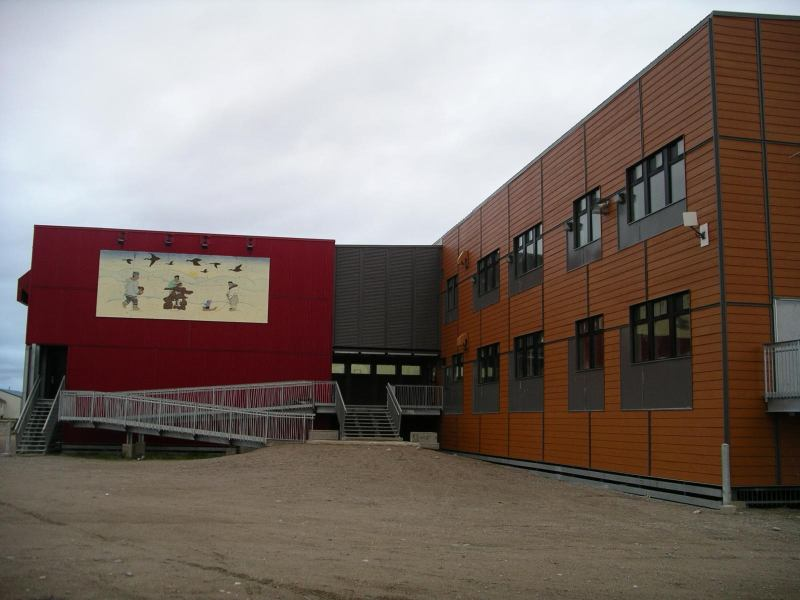
École Ajagutak à Tasiujaq.

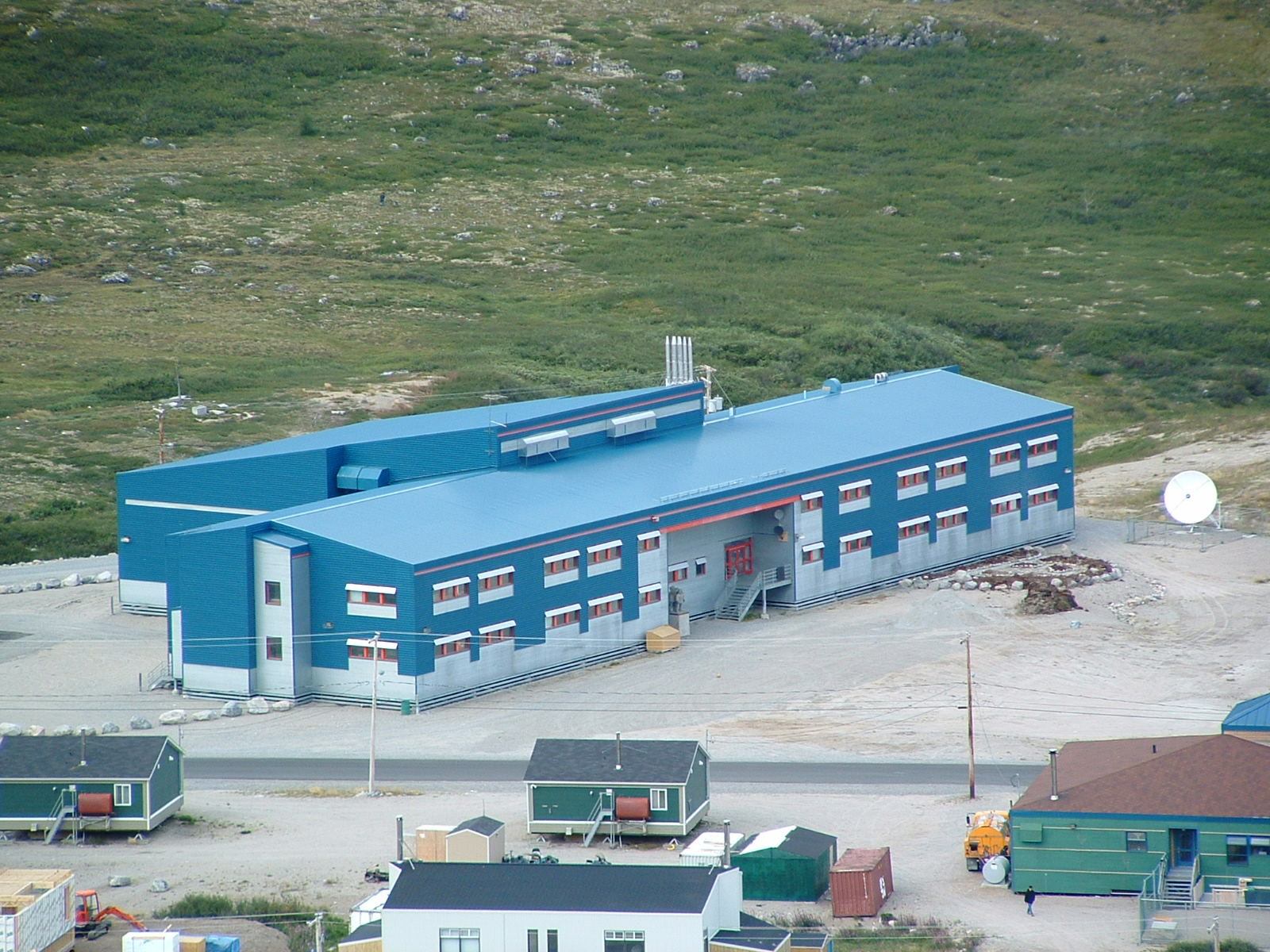
École Ulluriaq à Kangiqsualujjuaq.

La Commission scolaire Kativik compte 17 écoles primaires et secondaires.  
- École Tukisiniarvik (Akulivik)
- École Tarsakallak (Aupaluk)
- École Innalik (en) (Inukjuak)
- École Nuvviti (Ivujivik)
- École Ulluriaq anciennement école Satuumavik (Kangiqsualujjuaq)
- École Arsaniq (Kangiqsujuaq)
- École Sautjuit (Kangirsuk)
- Écoles Pitakallak et Jaanimmarik Kuujjuaq
- École Asimauttaq (Kuujjuarapik)
- Écoles Iguarsivik et Iguarsivik (Puvirnituq)
- École Isummasaqvik (Quaqtaq)
- Écoles Ikusik et Pigiurvik (Salluit)
- École Ajagutak (Tasiujaq)
- École Kiluutaq (Umiujaq)

La Commission scolaire Kativik possède aussi 6 centres d’éducation pour les adultes. Toutes les écoles sont situées dans le Nord-de-Québec en plus du bureau de Kuujjuaq. On compte aussi un à Montréal (Saint-Laurent) sur le boulevard Cavendish et un entrepôt dans la ville de Dorval.

## Personnel
Installée dans la région administrative Nord-du-Québec, la commission scolaire compte 432 enseignants pour l'année scolaire 2018-2019, dont 38% étaient Inuit. En incluant le personnel non enseignant, la commission scolaire compte 950 employés permanents. Selon Le Devoir, 84 postes ne sont pas encore pourvus au mois d'août 2019. La directrice générale de la commission scolaire, Harriet Keleutak, signale que cette année est pire que les précédentes en raison de problèmes pour une région éloignée d'attractivité et de rétention en période de pénurie de main-d'œuvre.  